# Gisbertus Voetius

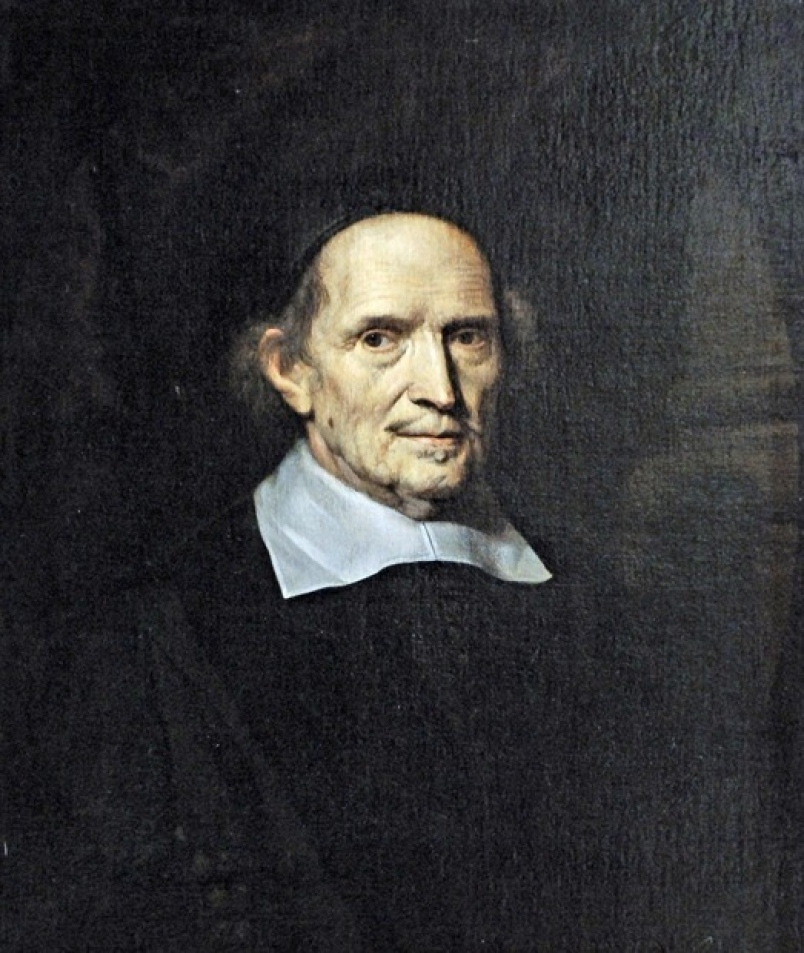
Gisbertus Voetius

Gisbertus Voetius (Voet) (ur. 3 marca 1589, zm. 1 listopada 1676) – holenderski teolog kalwinistyczny. 
Urodzony w Heusden w Holandii, studiował w Lejdzie, w 1611 został pastorem w Vlijmen, skąd w 1617 powrócił do Heusden. W 1619 odegrał dużą rolę na synodzie w Dort, w 1634 został profesorem teologii i języków orientalnych na Uniwersytecie w Utrechcie. Trzy lata później został pastorem kongregacji w Utrechcie. Był jednym z głównych rzeczników radykalnego skrzydła kalwinizmu w sporze z arminianami. Zapisał się jako dobrze pamiętana postać w historii Utrechtu. 

## Ważniejsze dzieła
- Theologia practica
- Selectae disputationes theologicae (w pięciu tomach, Utrecht 1648-1669), nauczanie moralne kościoła reformowanego
- Politica ecclesiatica (1663-1667), o życiu kościelnym we wspólnotach
- Te askètika sive exercitia pietatis (1664, opublikowane w 1996), podręcznik pobożności i życia moralnego